# Jeep Renegade
El Jeep Renegade (BU) es un vehículo deportivo utilitario del segmento B producido por el fabricante estadounidense Jeep. Fue construido en Melfi, Italia junto con el Fiat 500X, compartiendo ambos la Plataforma Small Global Modular Architecture, lanzada por Fiat en el año 2012. Fue mostrado por primera vez al público en marzo de 2014 en el Salón de Ginebra y  la producción en masa comenzó a finales de agosto de ese año. El Renegade es el primer producto de Jeep que se produce exclusivamente fuera de América del Norte, siendo su comercialización destinada a los mercados del América, Europa y Sudáfrica.
El Renegade ofrece dos sistemas de tracción en las cuatro ruedas de Active Drive I y Active Drive Low, ambos de los cuales se combina con sistema Selec-Terrain Jeep. También cuenta con una disposición My Sky de doble panel de techo desmontable. My Sky puede ser retraído como un techo solar estándar o eliminado por completo, un mecanismo similar al que posee el Jeep Wrangler.
Si bien, con la aparición del Renegade se supuso el reemplazo del Jeep Patriot, finalmente fue catalogado dentro de un segmento inferior a este último y al Jeep Compass en el catálogo de modelos de Jeep]. Por otra parte, se anunció la producción de un vehículo basado en el chasis del Renegade, para su comercialización bajo la marca Fiat en Sudamérica.

## Historia
Inicialmente fue denominado por los medios de comunicación como Baby Jeep o Jeep Jeepster.

## Descripción

### Equipamiento
Jeep Renegade cuenta con diferentes versiones de equipamiento dependiendo del mercado (América, Asia, Europa). En México las versiones son: Sport, Latitude y Limited.
SPORT
* Motor E-TorQ® 1.8 l 16 V 4 cilindros
- Suspensión trasera McPherson® con ruedas independientes, enlaces cruzados/laterales y barra estabilizadora

Dimensiones
* Altura total: 1,666 mm
- Longitud total: 4,232 mm

Seguridad
* Alarma de seguridad con control remoto
- Sistema de temporizador de faros

Equipamiento
* Aire acondicionado manual
- Volante con ajuste de altura y profundidad

LATITUDE
Mismas características que SPORT, con las siguientes adiciones o sustituciones:
Seguridad
* Bolsas de aire de rodillas para conductor
- Bolsas de aire laterales delanteras

Equipamiento
* Aire acondicionado automático de doble zona
- Volante forrado con piel

LIMITED
Mismas características que LATITUD, con las siguientes adiciones o sustituciones:
* Emblemas exteriores "Limited"
- Techo en color negro

(Actualizado al 17/07/2019) Las características pueden cambiar sin previo aviso.

### Tabla resumen de mecánicas
| Mecánica                | Inicio | Fin | Familia    | Tecnología | Combustible | Cil. | Cubicaje (cc.) | Vál. | Potencia (CV/ rpm) | Par (Nm/ rpm) | Vel. máx. (km/h) | Aceleración 0-100 km/h (s) | Consumo (l/100km) | Emisión CO2 (g/km) | S&S | Transmisión | Rel. |
| ----------------------- | ------ | --- | ---------- | ---------- | ----------- | ---- | -------------- | ---- | ------------------ | ------------- | ---------------- | -------------------------- | ----------------- | ------------------ | --- | ----------- | ---- |
| 1.4 MultiAir            | Debut  |     | T-Jet      |            | Gasolina    | 4L   |                |      | 140/               | /             |                  |                            |                   |                    | Si  |             |      |
| 1.4 MultiAir Dualogic   | Debut  |     | T-Jet      |            | Gasolina    | 4L   |                |      | 140/               | /             |                  |                            |                   |                    | Si  |             |      |
| 1.4 MultiAir 4X4 Auto   | Debut  |     | T-Jet      |            | Gasolina    | 4L   |                |      | 170/               | /             |                  |                            |                   |                    | Si  |             | 9    |
| 1.6 E.torQ              | Debut  |     | E.torQ     |            | Gasolina    | 4L   |                |      | 110/               | /             |                  |                            |                   |                    | Si  |             |      |
| 2.4 Tigerkhark 4X4 Auto | Debut  |     | Tigershark |            | Gasolina    | 4L   |                |      | 180/               | /             |                  |                            |                   |                    |     |             | 9    |
| 1.6 JTDm                | Debut  |     | JTD        |            | Gasóleo     | 4L   |                |      | 120/               | /             |                  |                            |                   |                    | Si  |             |      |
| 2.0 JTDm 4X4            | Debut  |     | JTD        |            | Gasóleo     | 4L   |                |      | 120/               | /             |                  |                            |                   |                    | Si  |             |      |
| 2.0 JTDm 4X4            | Debut  |     | JTD        |            | Gasóleo     | 4L   |                |      | 140/               | /             |                  |                            |                   |                    | Si  |             |      |
| 2.0 JTDm 4X4 Auto       | Debut  |     | JTD        |            | Gasóleo     | 4L   |                |      | 140/               | /             |                  |                            |                   |                    | Si  |             | 9    |
| 2.0 JTDm 4X4            | Debut  |     | JTD        |            | Gasóleo     | 4L   |                |      | 170/               | /             |                  |                            |                   |                    | Si  |             |      |
| 2.0 JTDm 4X4 Auto       | Debut  |     | JTD        |            | Gasóleo     | 4L   |                |      | 170/               | /             |                  |                            |                   |                    | Si  |             | 9    |

## Seguridad

### Latin NCAP

#### 2023
El Renegade en su configuración latinoamericana más básica con dos airbags recibió 1 estrella de Latin NCAP en 2023 (similar a Euro NCAP 2014).

## Galería

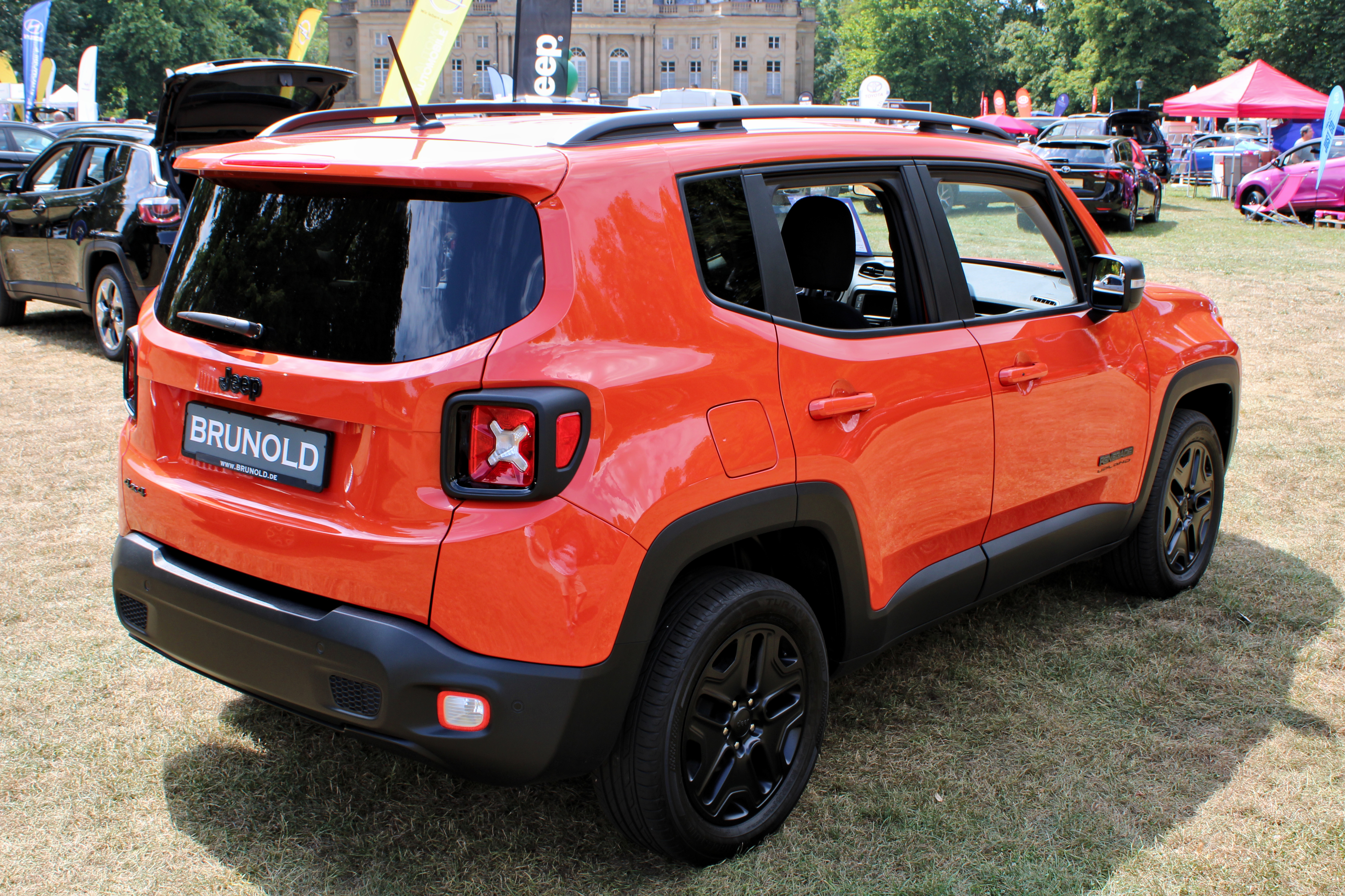
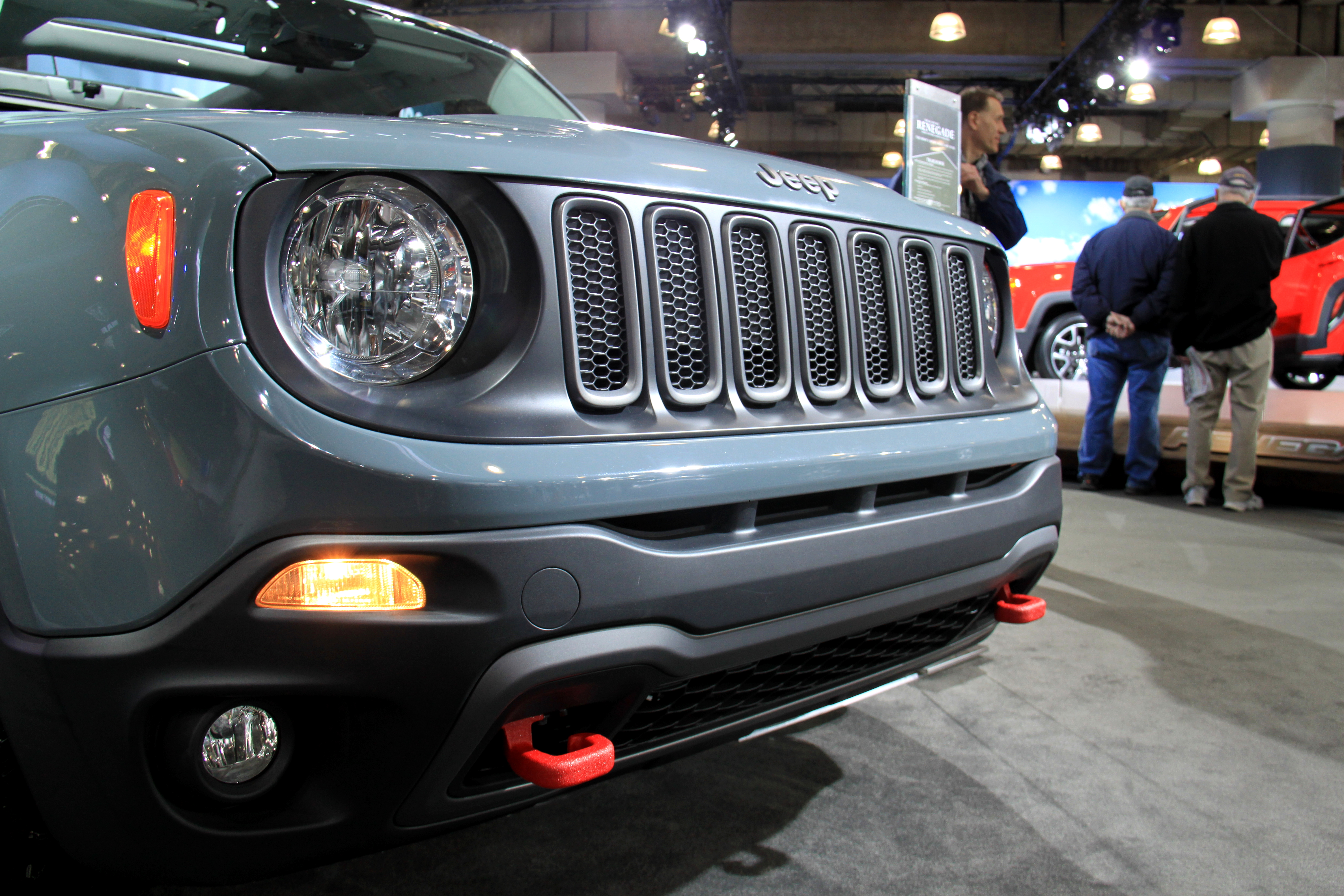
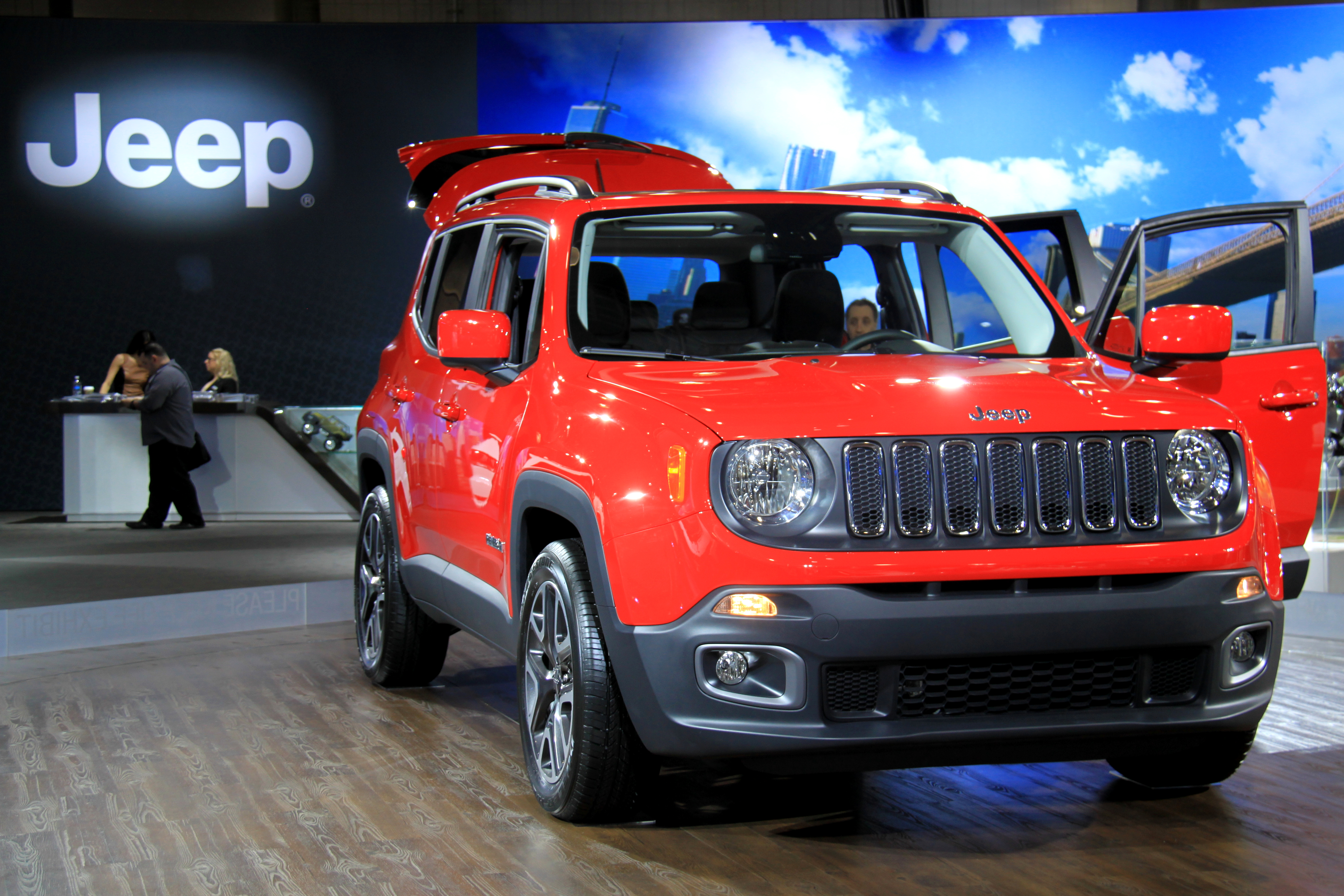
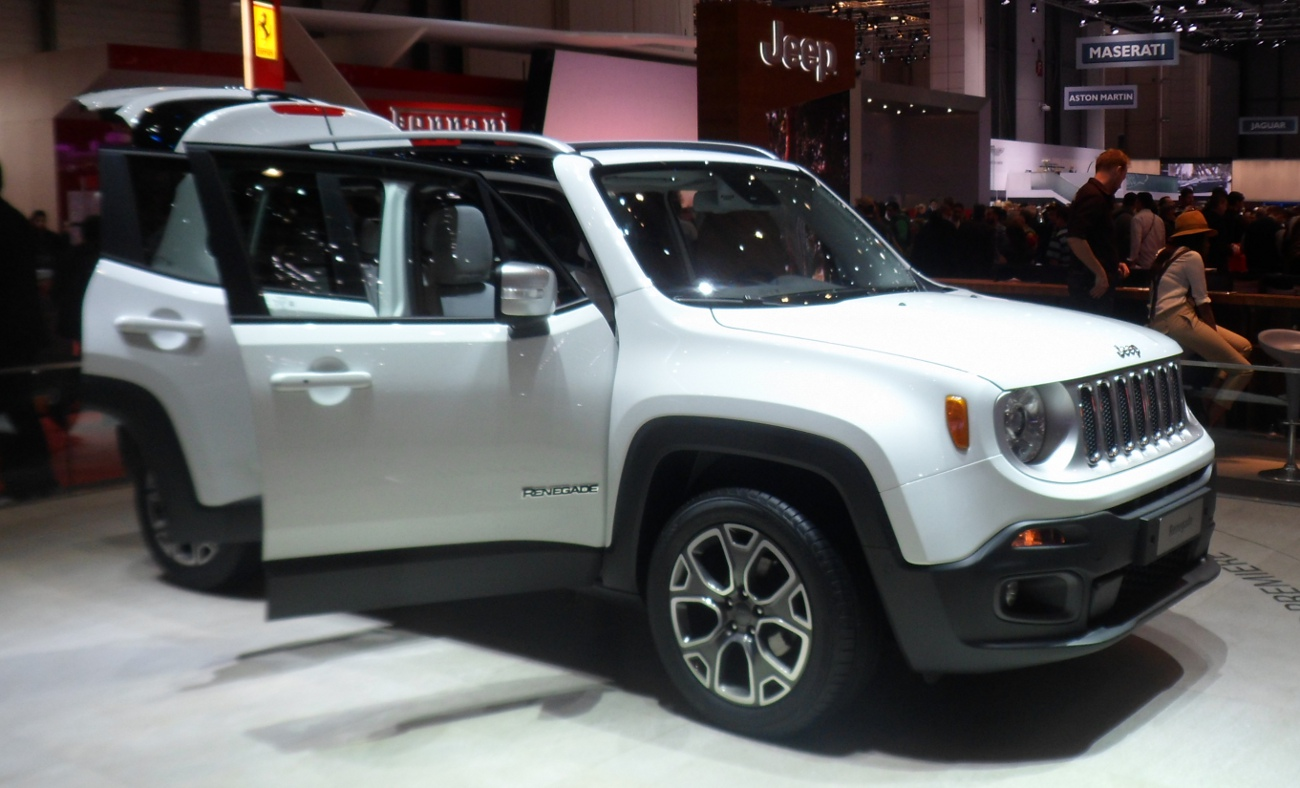

### Euro NCAP

#### 2019
El Renegade en su configuración europea estándar recibió 3 estrellas de Euro NCAP en 2019.

## Fábricas
Inicialmente estaba previsto que tanto el Jeep Renegade como su hermano el Fiat 500X se produjesen en la planta turinesa de Fiat Mirafiori. Posteriormente se confirmó que la planta que albergaría la producción de ambos sería la de Fiat Melfi en Basilicata.